# Reinhardsmunster
Reinhardsmunster település Franciaországban, Bas-Rhin megyében. Lakosainak száma 437 fő (2022. január 1.). Reinhardsmunster Dabo, Wangenbourg-Engenthal, Haegen, Hengwiller, Marmoutier és Thal-Marmoutier községekkel határos.

## Népesség
A település népessége az elmúlt években az alábbi módon változott:
| Lakosok száma | 462  | 457  | 459  | 448  | 447  | 448  | 450  | 443  | 437  |
|               | 2013 | 2015 | 2016 | 2017 | 2018 | 2019 | 2020 | 2021 | 2022 |